# Nuisance
La nuisance caractérise généralement un fait (une source) perceptible, provoquant une souffrance vécue et subie. Le bruit est la première source de plaintes dans de nombreux pays. D’autres nuisances communes sont l’exposition à la poussière, à des fumées, à des vibrations (infrasons), au dérangement (de jour ou de nuit), à de mauvaises odeurs, à des déjections, boues (dont d'épuration) ou déchets divers, à l'exposition à des eaux ou à de l'air pollué, ou encore à l’éclairage nocturne indésirable ou intrusif (dans ce cas si on y associe les impacts sur la santé, la faune et les écosystèmes, on parle aussi de pollution lumineuse).
Il n'y a pas encore de définition consensuelle largement partagée du concept de nuisance. Ce concept semble en évolution constante, comme ceux de santé et d'atteinte à la santé qui lui sont de plus en plus souvent liés. Au XXe siècle, le sens commun associe au mot nuisance l'idée d'inconvénients, plutôt minimes mais occasionnant une gêne réelle subie par un ou des individu(s), bien que sans impact réel ou significatif sur leur santé. Mais à partir des années 1970, le concept semble évoluer vers l'idée d'une offense plus grave à l'individu, liée à l'exposition chronique ou épisodique à des éléments ou situation désagréables, nuisibles au bien-être, voire à la santé physique et psychique.
Par définition, les nuisances sont difficiles à mesurer car elles dépendent en partie de l'appréciation subjective par celui qui y est exposé. Par exemple, la gêne ou la souffrance induite par une odeur (hors réponse allergique marquée) est difficilement mesurable, bien que plusieurs systèmes d'évaluation aient été proposés, y compris une évaluation par des « nez électroniques ». Dans le cas du bruit, un sonomètre donne un niveau sonore en décibels, mais non la gêne induite par une répétition chronique, un caractère imprévisible, le fait qu’il puisse devenir insupportable la nuit, en cas de céphalée, etc.

## Notion de nuisance
La notion de nuisance évoque :
- des stress ressentis au moyen de l'un ou plusieurs de nos cinq sens, alors que la pollution évoque en outre des éléments toxiques ou éco-toxiques totalement invisibles et imperceptibles par nos sens (cancérogènes, radioactivité, leurres hormonaux, etc.).
- des stress imposés par des humains à d'autres humains, sans que celui qui la subit puisse s'y soustraire sans se priver de la liberté de jouir pleinement et naturellement de son environnement, alors que la pollution peut aussi concerner les animaux et plus largement tout l'environnement.
- des problèmes moins graves que ceux évoqués par le mot pollution. Pourtant, de nombreuses études socio-physio-psychologiques ont montré que certaines nuisances pouvaient causer de réels problèmes physiologiques (nausées, vomissements, céphalées, troubles cardiovasculaires ou respiratoires, ainsi que des troubles du sommeil et de l'appétit ou de la sexualité), pouvant conduire à des troubles chroniques et graves de la santé, dont des dépressions ou suicides.
- une part de subjectivité propre à l’histoire socio-culturelle et psychologique de chacun, qui ne doit pas cacher de réelles différences individuelles ou variant selon l’âge dans les capacités de perception du bruit, de l’odeur, de la lumière nocturne, des vibrations, etc. 
Les données scientifiques disponibles permettent rarement de départager l'impact direct des impacts réputés liés à une psycho-somatisation. On constate des effets non-toxicologiques sur la santé, c’est-à-dire apparaissant à des doses inférieures aux seuils toxicologiques.
- une part physiologique objective, mais peu mesurable. Il est possible et plausible que le système sensoriel humain soit plus ou moins (selon l’individu et l’éducation) apte à détecter des dangers réels dans l’environnement. L'odeur forte du lisier ne traduit-elle pas aussi la détection par des cellules spécialisées d'ammoniac ou de sulfure d’hydrogène dans l'air inspiré, gaz toxique à une certaine dose pour les poumons et les muqueuses, de même que certaines odeur de fumée, de parfum, de solvant, d’essence, ou de tabac qui informent de la présence réelle de toxiques dans l’air, mais qui peuvent être vécue comme agréables ou positives selon la culture et l’éducation de chacun).

On a montré que certaines odeurs ressenties comme désagréables (ex : lisiers) affectaient des fonctions physiologiques, dont l’activité cardiaque et cérébrale, de manière visible sur l'électrocardiogramme et l’électro-encéphalogramme et ceci, chez l’homme comme chez l’animal, ce qui montre que la subjectivité humaine n’est pas seule en cause.
On a aussi pu constater chez l’Homme une augmentation de la tension artérielle ou de la tension musculaire du cuir chevelu, et une inhibition de la motilité gastrique. Divers troubles de la digestion affectant les glandes salivaires, l’estomac, le foie ou l’intestin sont soupçonnés. On observe diverses réactions nocives sur l'humeur et les émotions, et sur la performance intellectuelle (dont capacité d'apprentissage).
Chez l’animal, des effets aigus et chroniques sur le comportement (modifications hormonales, sécrétion d’adrénaline) et l'activité électrique cérébrale, en présence de faibles concentrations de certains toxiques chimiques dans l’air ou l’eau consommés sont constatés. Même des animaux primitifs tels que la moule ont des réactions physiologiques lorsqu’exposés à certains contaminants à très faibles doses.
Chez l’Homme, les parts respectives du psychique subjectif (qui n’exclue pas une souffrance vraie) et du physiologique restent difficile à établir, mais la part physiologique ne peut plus être niée, qu’elle soit directement liée au stress (odeur, bruit) ou à ses conséquences dites « psychosomatiques ». Le psychisme humain, complexe, peut selon l’individu et le contexte exacerber le stress (face au bruit ou à l’odeur de la fumée par ex) ou le diminuer, dangereusement parfois quand il y a phénomène d’accoutumance et/ou d’addiction (cf cas de surdité induites par le niveau sonore des baffles de concerts ou de voitures, ou cancers du poumon induits par la fumée du tabac).
- de possibles synergies entre différents stress : nuisances sonores, visuelles et olfactives surajoutent souvent leurs effets, par exemple en ville, aux abords de voies de transports, d’aéroports, de sites industriels, etc.

## Aspects socio-psychologiques
Une partie importante du stress imposé par les nuisances vient enfin du fait qu’on ne peut généralement y échapper ou en supprimer la source autrement que coûteusement, difficilement et/ou en se privant d’une part de liberté.

## Latence
Concernant certaines odeurs et substances irritantes, vasomotrices et/ou modifiant le goût, certains composés organiques volatils présents dans les émissions-sources peuvent être adsorbés sur les vêtements, la peau, les muqueuses, ou absorbés dans le sang et les tissus (graisseux notamment). Certaines personnes peuvent donc réellement continuer à sentir une sensation désagréable, une odeur ou un goût longtemps (heures, jours) après une exposition à ces composés qu’on peut retrouver dans l’air expiré et/ou sur la peau ou dans la salive.

## Vers une normalisation du vocabulaire
Avec l’apparition dans le droit national et international du principe pollueur-payeur, des principes de prévention et de précaution, de responsabilité sociale des entreprises, les obligations de performance en isolation thermique et phonique, la prise en compte des droits des non-fumeurs, etc. il devient nécessaire de disposer de définitions partagées des mots nuisance et pollution.
Le dictionnaire (francophone) du vocabulaire normalisé de l'environnement de l'AFNOR a précisé la définition de la pollution et des polluants (altéragènes biologiques, physiques ou chimiques), mais le faible tirage de cet ouvrage et le fait qu'il soit payant n'en a pas favorisé une large diffusion.
Les moteurs de recherche spécialisés de l'Internet montrent que la définition de « nuisance » inclut de plus en plus la notion de danger pour la santé ou l'environnement en plus de celle de gêne qui lui était attribuée.
Certaines définitions regroupent sous ce mot des « éléments du milieu physique ou de l'environnement susceptible de porter atteinte ou d'altérer plus ou moins brutalement et profondément l'équilibre biologique et paysager d'un milieu et de modifier les conditions de vie des populations exposées », incluant « les faits de pollution ».

## Définitions juridiques
La notion de nuisance est utilisée dans le droit de la plupart des pays francophones, avec des acceptions qui varient fortement selon les textes en question, selon l'époque, le contexte et l'interprétation (cf. Jurisprudence).
Exemple : Au Canada, au début du XXe siècle, le mot peut prendre un sens particulier lorsqu'associé au qualificatif de « publique ». « Une nuisance publique », dit l'article 221 du Code criminel, est « un acte illégal ou l'omission de remplir un devoir légal, lequel acte ou laquelle omission a pour effet de mettre en danger la vie des gens, la sûreté, la salubrité, les biens ou le bien-être du public, ou qui a pour effet de gêner ou d'entraver le public dans l'exercice ou la jouissance d'un droit commun à tous les sujets de Sa Majesté ».
Notons qu'en France, c'est la loi sur l'air qui a rendue obligatoire la prise en compte des impacts sur la santé par les études d'impact.
En 2006, au Royaume-Uni, une loi a pour la première fois criminalisé les nuisances lumineuses, permettant à un individu de porter plainte contre un voisin lui imposant un éclairage nocturne, en mentionnant explicitement les impacts possibles sur la santé, mais sans employer l'expression « pollution lumineuse » (light pollution).

### Endroit de l'urbanisme
C'est dans le domaine de l'urbanisme que le concept de nuisance s'est le plus développé.
Dans le contexte de la common law britannique, les propriétaires et locataires d'immeubles ont droit à la jouissance tranquille de leurs biens. Si un voisin interfère, que ce soit par la production de bruit, d'odeurs, de pollution ou toute autre condition qui dépasse les frontières de sa propriété, la personne affectée peut demander réparation pour la nuisance causée.
Dans les lois, le terme « nuisance » est traditionnellement utilisé dans trois sens :
1. pour décrire l'activité ou la condition qui est nuisible aux autres (e.g., une cheminée polluante, un tas de rebuts)
2. pour décrire le tort causé par cette activité ou condition (e.g., la fumée, l'odeur)
3. pour décrire l'obligation légale soulevée par la combinaison des deux

Le développement du zonage a été un remède partiel aux problèmes de nuisances en isolant les activités productrices de nuisances dans des zones précises du territoire urbain.